# Musgum

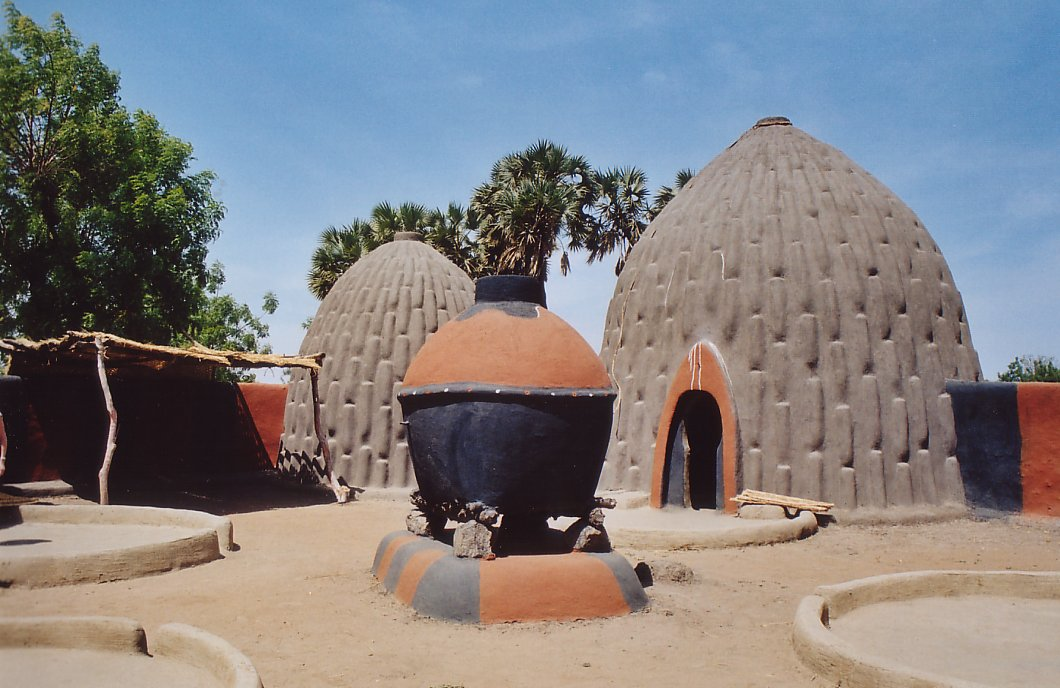
Musgum-Heimat in Kamerun (gemacht aus Lehm und Gräsern)

Die Musgum (auch Mousgoum oder Mupui; Eigenbezeichnung Mulwi) sind ein Volk in Kamerun und Tschad.
Sie sprechen die Sprache Musgu, eine tschadische Sprache, welche im Jahre 1992 noch 61.500 Sprecher in Kamerun und 24.408 Sprecher im Tschad 1993 hatte. In Kamerun leben die Musgum in Maga im Département Mayo-Danay (Extrême-Nord). Im Tschad leben sie im Département Mayo Boneye in der Provinz Mayo-Kebbi Est und in der Gegend von N’Djamena. Dieses Territorium liegt zwischen den Flüssen Schari und Logone. Eine zunehmende Zahl von Musgum in Kamerun siedeln weiter nordwärts, in Richtung Kousséri.
Die Musgum sind neo-sudanesischer Herkunft und haben beim präsenten Territorium gemeinsam mit anderen Neo-Sudanesen das paläo-sudanesische verlassen. Ihre aufgezeichnete Geschichte beginnt mit ihrer Eroberung durch die Fulbe während des Dschihad von Modibo Adama im 19. Jahrhundert. Viele Musgum wurden zur Konversion zum Islam gezwungen und haben seitdem Elemente von Kleidung sowie Kultur der Fulbe übernommen. Fischerei ist eine wichtige Beschäftigung für die Musgum während der Regenzeit, wenn der Logone flutet. Dies führte zu ethnischen Spannungen mit rivalisierenden Fischern der Kotoko.

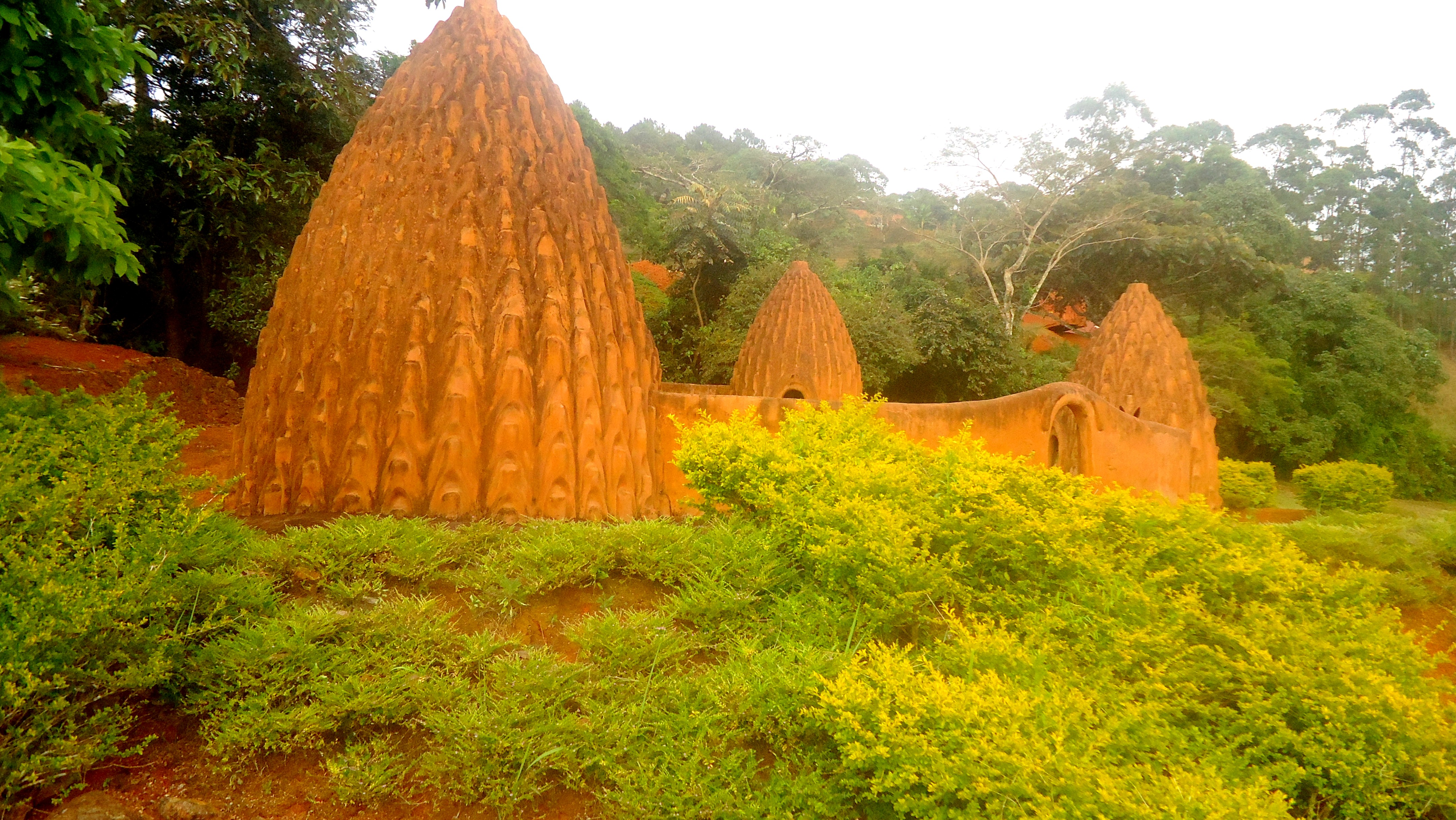
Musgum-Lebensraum

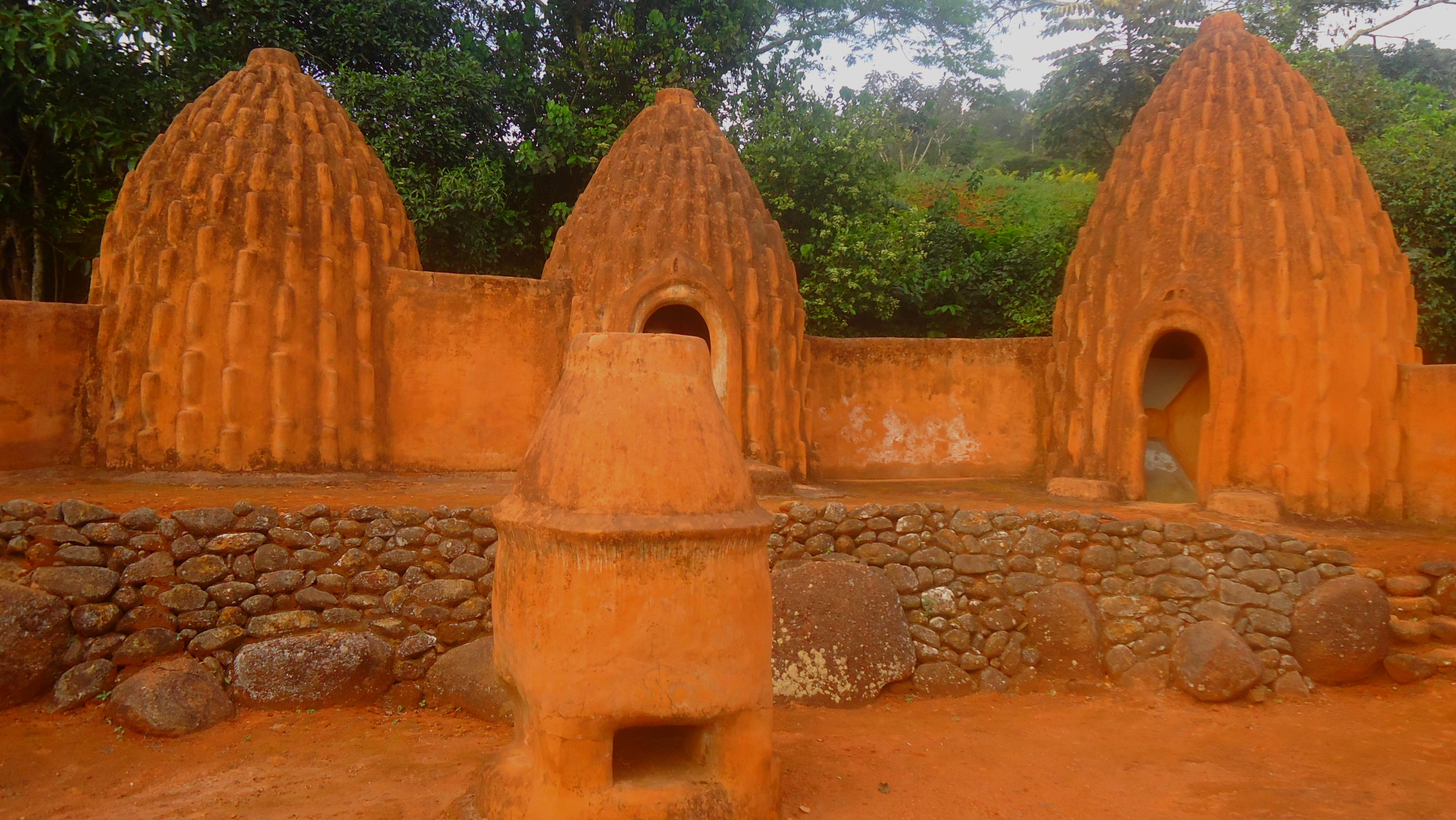
Musgum-Dorf